# 일본 프로 야구 최다 안타
일본 프로 야구에서 최다 안타(일본어: 最多安打)는 타격 부문 타이틀 중의 하나이다.

## 개요
1994년에 이치로가 일본 프로 야구 역사상 최초로 시즌 200안타를 달성한 것을 계기로 그 해부터는 정식 타이틀로 제정됐다.

## 연도별 최다 안타 기록

### 단일 리그 시대
| 연도      | 성명              | 소속              | 안타 |
| --------- | ----------------- | ----------------- | ---- |
| 1936 추계 | 후지이 이사무     | 오사카 타이거스   | 40   |
| 1937 춘계 | 마쓰키 겐지로     | 오사카 타이거스   | 70   |
| 1937 추계 | 버키 해리스       | 고라쿠엔 이글스   | 62   |
| 1938 춘계 | 나카지마 하루야스 | 도쿄 교진군       | 50   |
| 1938 추계 | 나카지마 하루야스 | 도쿄 교진군       | 56   |
| 1939      | 가와카미 데쓰하루 | 도쿄 교진군       | 116  |
| 1940      | 기토 가즈오       | 라이온군          | 124  |
| 1941      | 가와카미 데쓰하루 | 도쿄 교진군       | 105  |
| 1942      | 나카지마 하루야스 | 도쿄 교진군       | 111  |
| 1943      | 고 쇼세이         | 도쿄 교진군       | 89   |
| 1944      | 오카무라 도시아키 | 긴키니혼          | 48   |
| 1946      | 가네다 마사야스   | 오사카 타이거스   | 152  |
| 1947      | 가와카미 데쓰하루 | 요미우리 자이언츠 | 137  |
| 1947      | 오시타 히로시     | 도큐 플라이어스   | 137  |
| 1948      | 아오타 노보루     | 요미우리 자이언츠 | 174  |
| 1949      | 후지무라 후미오   | 오사카 타이거스   | 187  |

### 양대 리그 시대
| 연도             | 센트럴 리그            | 센트럴 리그              | 센트럴 리그 | 퍼시픽 리그         | 퍼시픽 리그                | 퍼시픽 리그 |
| 연도             | 성명                   | 소속                     | 안타        | 성명                | 소속                       | 안타        |
| ---------------- | ---------------------- | ------------------------ | ----------- | ------------------- | -------------------------- | ----------- |
| 1950             | 후지무라 후미오        | 오사카 타이거스          | 191         | 벳토 가오루         | 마이니치 오리온스          | 160         |
| 1951             | 고토 쓰구오            | 오사카 타이거스          | 155         | 기즈카 주스케       | 난카이 호크스              | 130         |
| 1952             | 요나미네 가나메        | 요미우리 자이언츠        | 163         | 이이다 도쿠지       | 난카이 호크스              | 153         |
| 1953             | 가와카미 데쓰하루      | 요미우리 자이언츠        | 162         | 나카니시 후토시     | 니시테쓰 라이온스          | 146         |
| 1954             | 요나미네 가나메        | 요미우리 자이언츠        | 172         | 래리 레인스         | 한큐 브레이브스            | 184         |
| 1955             | 가와카미 데쓰하루      | 요미우리 자이언츠        | 147         | 이이다 도쿠지       | 난카이 호크스              | 163         |
| 1955             | 요시다 요시오          | 오사카 타이거스          | 147         | 로베르토 바본       | 한큐 브레이브스            | 163         |
| 1956             | 가와카미 데쓰하루      | 요미우리 자이언츠        | 160         | 사사키 신야         | 다카하시 유니온스          | 180         |
| 1957             | 요나미네 가나메        | 요미우리 자이언츠        | 160         | 나카니시 후토시     | 니시테쓰 라이온스          | 154         |
| 1958             | 나가시마 시게오        | 요미우리 자이언츠        | 153         | 가쓰라기 다카오     | 마이니치 다이에이 오리온스 | 147         |
| 1959             | 나가시마 시게오        | 요미우리 자이언츠        | 150         | 가쓰라기 다카오     | 마이니치 다이에이 오리온스 | 163         |
| 1960             | 나가시마 시게오        | 요미우리 자이언츠        | 151         | 에노모토 기하치     | 마이니치 다이에이 오리온스 | 170         |
| 1961             | 나가시마 시게오        | 요미우리 자이언츠        | 158         | 에노모토 기하치     | 마이니치 다이에이 오리온스 | 180         |
| 1962             | 나가시마 시게오        | 요미우리 자이언츠        | 151         | 에노모토 기하치     | 마이니치 다이에이 오리온스 | 160         |
| 1963             | 나가시마 시게오        | 요미우리 자이언츠        | 163         | 히로세 요시노리     | 난카이 호크스              | 187         |
| 1964             | 구와타 다케시          | 다이요 웨일스            | 161         | 도이 마사히로       | 긴테쓰 버펄로스            | 168         |
| 1965             | 곤도 가즈히코          | 다이요 웨일스            | 152         | 노무라 가쓰야       | 난카이 호크스              | 156         |
| 1966             | 나가시마 시게오        | 요미우리 자이언츠        | 163         | 에노모토 기하치     | 도쿄 오리온스              | 167         |
| 1967             | 후지타 다이라          | 한신 타이거스            | 154         | 도이 마사히로       | 긴테쓰 버펄로스            | 147         |
| 1968             | 나가시마 시게오        | 요미우리 자이언츠        | 157         | 조지 올트먼         | 도쿄 오리온스              | 170         |
| 1969             | 오 사다하루            | 요미우리 자이언츠        | 156         | 나가부치 요조       | 긴테쓰 버펄로스            | 162         |
| 1969             | 나가시마 시게오        | 요미우리 자이언츠        | 156         | 나가부치 요조       | 긴테쓰 버펄로스            | 162         |
| 1970             | 오 사다하루            | 요미우리 자이언츠        | 138         | 하리모토 이사오     | 도에이 플라이어스          | 176         |
| 1971             | 나가시마 시게오        | 요미우리 자이언츠        | 155         | 오스기 가쓰오       | 도에이 플라이어스          | 154         |
| 1972             | 기누가사 사치오        | 히로시마 도요 카프       | 147         | 하리모토 이사오     | 도에이 플라이어스          | 169         |
| 1973             | 오 사다하루            | 요미우리 자이언츠        | 152         | 후쿠모토 유타카     | 한큐 브레이브스            | 152         |
| 1974             | 마쓰바라 마코토        | 다이요 웨일스            | 157         | 후쿠모토 유타카     | 한큐 브레이브스            | 156         |
| 1975             | 이노우에 히로아키      | 주니치 드래건스          | 149         | 히로타 스미오       | 롯데 오리온스              | 148         |
| 1976             | 하리모토 이사오        | 요미우리 자이언츠        | 182         | 후지와라 미쓰루     | 난카이 호크스              | 159         |
| 1977             | 와카마쓰 쓰토무        | 야쿠르트 스왈로스        | 158         | 후쿠모토 유타카     | 한큐 브레이브스            | 165         |
| 1978             | 마쓰바라 마코토        | 요코하마 다이요 웨일스   | 164         | 후쿠모토 유타카     | 한큐 브레이브스            | 171         |
| 1979             | 오시마 야스노리        | 주니치 드래건스          | 159         | 가토 히데지         | 한큐 브레이브스            | 163         |
| 1980             | 다카하시 요시히코      | 히로시마 도요 카프       | 169         | 레론 리             | 롯데 오리온스              | 175         |
| 1981             | 짐 라이틀              | 히로시마 도요 카프       | 157         | 후지와라 미쓰루     | 난카이 호크스              | 157         |
| 1982             | 다오 야스시            | 주니치 드래건스          | 174         | 오치아이 히로미쓰   | 롯데 오리온스              | 150         |
| 1983             | 다오 야스시            | 주니치 드래건스          | 161         | 스티브 온티베로스   | 세이부 라이온스            | 153         |
| 1984             | 야자와 겐이치          | 주니치 드래건스          | 166         | 부머 웰스           | 한큐 브레이브스            | 171         |
| 1984             | 다오 야스시            | 주니치 드래건스          | 166         | 부머 웰스           | 한큐 브레이브스            | 171         |
| 1985             | 랜디 바스              | 한신 타이거스            | 174         | 부머 웰스           | 한큐 브레이브스            | 173         |
| 1986             | 랜디 바스              | 한신 타이거스            | 176         | 부머 웰스           | 한큐 브레이브스            | 173         |
| 1987             | 카를로스 폰세          | 요코하마 다이요 웨일스   | 159         | 아라이 히로마사     | 긴테쓰 버펄로스            | 184         |
| 1988             | 짐 파치오렉            | 요코하마 다이요 웨일스   | 165         | 다카자와 히데아키   | 롯데 오리온스              | 158         |
| 1989             | 워렌 크로마티          | 요미우리 자이언츠        | 166         | 부머 웰스           | 오릭스 브레이브스          | 165         |
| 1990             | 짐 파치오렉            | 요코하마 다이요 웨일스   | 172         | 짐 트래버           | 긴테쓰 버펄로스            | 150         |
| 1991             | 노무라 겐지로          | 히로시마 도요 카프       | 170         | 사사키 마코토       | 후쿠오카 다이에 호크스     | 158         |
| 1992             | 짐 파치오렉            | 한신 타이거스            | 159         | 사사키 마코토       | 후쿠오카 다이에 호크스     | 164         |
| 1993             | 후루타 아쓰야          | 야쿠르트 스왈로스        | 161         | 이시이 히로오       | 긴테쓰 버펄로스            | 147         |
| 1993             | 와다 유타카            | 한신 타이거스            | 161         | 이시이 히로오       | 긴테쓰 버펄로스            | 147         |
| 타이틀 제정 이후 |                        |                          |             |                     |                            |             |
| 연도             | 성명                   | 소속                     | 안타        | 성명                | 소속                       | 안타        |
| 1994             | 노무라 겐지로          | 히로시마 도요 카프       | 169         | 이치로              | 오릭스 블루웨이브          | 210         |
| 1995             | 노무라 겐지로          | 히로시마 도요 카프       | 173         | 이치로              | 오릭스 블루웨이브          | 179         |
| 1996             | 알론조 파웰            | 주니치 드래건스          | 176         | 이치로              | 오릭스 블루웨이브          | 193         |
| 1997             | 루이스 로페즈          | 히로시마 도요 카프       | 170         | 이치로              | 오릭스 블루웨이브          | 185         |
| 1998             | 이시이 다쿠로          | 요코하마 베이스타스      | 174         | 이치로              | 오릭스 블루웨이브          | 181         |
| 1999             | 로버트 로즈            | 요코하마 베이스타스      | 192         | 마쓰이 가즈오       | 세이부 라이온스            | 178         |
| 2000             | 로버트 로즈            | 요코하마 베이스타스      | 168         | 오가사와라 미치히로 | 닛폰햄 파이터스            | 182         |
| 2001             | 이시이 다쿠로          | 요코하마 베이스타스      | 171         | 오가사와라 미치히로 | 닛폰햄 파이터스            | 195         |
| 2002             | 시미즈 다카유키        | 요미우리 자이언츠        | 191         | 마쓰이 가즈오       | 세이부 라이온스            | 193         |
| 2003             | 알렉스 라미레스        | 야쿠르트 스왈로스        | 189         | 다니 요시토모       | 오릭스 블루웨이브          | 189         |
| 2004             | 시마 시게노부          | 히로시마 도요 카프       | 189         | 마쓰나카 노부히코   | 후쿠오카 다이에 호크스     | 171         |
| 2004             | 시마 시게노부          | 히로시마 도요 카프       | 189         | 가와사키 무네노리   | 후쿠오카 다이에 호크스     | 171         |
| 2005             | 아오키 노리치카        | 야쿠르트 스왈로스        | 202         | 와다 가즈히로       | 세이부 라이온스            | 153         |
| 2006             | 아오키 노리치카        | 도쿄 야쿠르트 스왈로스   | 192         | 오무라 나오유키     | 후쿠오카 소프트뱅크 호크스 | 165         |
| 2007             | 알렉스 라미레스        | 도쿄 야쿠르트 스왈로스   | 204         | 이나바 아쓰노리     | 홋카이도 닛폰햄 파이터스   | 176         |
| 2008             | 우치카와 세이이치      | 요코하마 베이스타스      | 189         | 구리야마 다쿠미     | 사이타마 세이부 라이온스   | 167         |
| 2008             | 우치카와 세이이치      | 요코하마 베이스타스      | 189         | 가타오카 야스유키   | 사이타마 세이부 라이온스   | 167         |
| 2009             | 알렉스 라미레스        | 요미우리 자이언츠        | 186         | 나카지마 히로유키   | 사이타마 세이부 라이온스   | 173         |
| 2010             | 맷 머턴                | 한신 타이거스            | 214         | 니시오카 쓰요시     | 지바 롯데 마린스           | 206         |
| 2011             | 맷 머턴                | 한신 타이거스            | 180         | 사카구치 도모타카   | 오릭스 버펄로스            | 175         |
| 2012             | 사카모토 하야토        | 요미우리 자이언츠        | 173         | 우치카와 세이이치   | 후쿠오카 소프트뱅크 호크스 | 157         |
| 2012             | 조노 히사요시          | 요미우리 자이언츠        | 173         | 우치카와 세이이치   | 후쿠오카 소프트뱅크 호크스 | 157         |
| 2013             | 맷 머턴                | 한신 타이거스            | 178         | 하세가와 유야       | 후쿠오카 소프트뱅크 호크스 | 198         |
| 2014             | 야마다 데쓰토          | 도쿄 야쿠르트 스왈로스   | 193         | 나카무라 아키라     | 후쿠오카 소프트뱅크 호크스 | 176         |
| 2015             | 가와바타 신고          | 도쿄 야쿠르트 스왈로스   | 195         | 아키야마 쇼고       | 사이타마 세이부 라이온스   | 216         |
| 2016             | 기쿠치 료스케          | 히로시마 도요 카프       | 181         | 가쿠나카 가쓰야     | 지바 롯데 마린스           | 178         |
| 2017             | 호세 셀레스티노 로페스 | 요코하마 DeNA 베이스타스 | 171         | 아키야마 쇼고       | 사이타마 세이부 라이온스   | 185         |
| 2017             | 마루 요시히로          | 히로시마 도요 카프       | 171         | 아키야마 쇼고       | 사이타마 세이부 라이온스   | 185         |
| 2018             | 다얀 비시에도          | 주니치 드래건스          | 178         | 아키야마 쇼고       | 사이타마 세이부 라이온스   | 195         |
| 2019             | 오시마 요헤이          | 주니치 드래건스          | 174         | 아키야마 쇼고       | 사이타마 세이부 라이온스   | 179         |
| 2020             | 오시마 요헤이          | 주니치 드래건스          | 146         | 야나기타 유키       | 후쿠오카 소프트뱅크 호크스 | 146         |
| 2021             | 지카모토 고지          | 한신 타이거스            | 178         | 오기노 다카시       | 지바 롯데 마린스           | 169         |
| 2022             | 사노 게이타            | 요코하마 DeNA 베이스타스 | 161         | 시마우치 히로아키   | 도호쿠 라쿠텐 골든이글스   | 161         |
| 2022             | 오카바야시 유키        | 주니치 드래건스          | 161         | 시마우치 히로아키   | 도호쿠 라쿠텐 골든이글스   | 161         |
| 2023             | 나카노 다쿠무          | 한신 타이거스            | 164         | 야나기타 유키       | 후쿠오카 소프트뱅크 호크스 | 163         |
| 2023             | 마키 슈고              | 요코하마 DeNA 베이스타스 | 164         | 야나기타 유키       | 후쿠오카 소프트뱅크 호크스 | 163         |
| 2024             | 나가오카 히데키        | 도쿄 야쿠르트 스왈로스   | 163         | 다쓰미 료스케       | 도호쿠 라쿠텐 골든이글스   | 158         |

- 굵은 글씨는 각 리그 기록.
- 붉은색 글씨는 NPB 역대 최고 성적

## 주요 기록

### 여러 차례 수상자
- 굵은 글씨: 현역 선수
- 해당 항목 기준은 3회 이상

| 선수              | 횟 수 | 연도                                                       |
| ----------------- | ----- | ---------------------------------------------------------- |
| 나가시마 시게오   | 10    | 1958, 1959, 1960, 1961, 1962, 1963, 1966, 1968, 1969, 1971 |
| 가와카미 데쓰하루 | 6     | 1939, 1941, 1947, 1953, 1955, 1956                         |
| 이치로            | 5     | 1994, 1995, 1996, 1997, 1998                               |
| 에노모토 기하치   | 4     | 1960, 1961, 1962, 1966                                     |
| 후쿠모토 유타카   | 4     | 1973, 1974, 1977, 1978                                     |
| 부머 웰스         | 4     | 1984, 1985, 1986, 1989                                     |
| 아키야마 쇼고     | 4     | 2015, 2017, 2018, 2019                                     |
| 맷 머턴           | 3     | 2010, 2011, 2013                                           |
| 나카지마 하루야스 | 3     | 1938 춘계, 1938 추계, 1942                                 |
| 요나미네 가나메   | 3     | 1952, 1954, 1957                                           |
| 오 사다하루       | 3     | 1969, 1970, 1973                                           |
| 하리모토 이사오   | 3     | 1970, 1972, 1976                                           |
| 다오 야스시       | 3     | 1982, 1983, 1984                                           |
| 짐 파치오렉       | 3     | 1988, 1990, 1992                                           |
| 노무라 겐지로     | 3     | 1991, 1994, 1995                                           |
| 알렉스 라미레스   | 3     | 2003, 2007, 2009                                           |

### 그 외의 기록
- 안타에 관한 기록
  - 센트럴 리그 최다 안타 : 214개 → 맷 머턴(2014년)
  - 퍼시픽 리그 최다 안타 : 216개 → 아키야마 쇼고(2015년)
  - 센트럴 리그 최소 안타 : 138개 → 오 사다하루(1970년)
  - 퍼시픽 리그 최소 안타 : 130개 → 기즈카 주스케(1951년)
- 양대 리그 수상자
  - 하리모토 이사오(퍼시픽: 1970, 1972 / 센트럴: 1976)
  - 우치카와 세이이치(센트럴: 2008 / 퍼시픽: 2012)

## 같이 보기
- KBO 안타상